# Lovelock, Nevada
Lovelock är administrativ huvudort i Pershing County i Nevada. Orten har fått sitt namn efter markägaren George Lovelock. Enligt 2010 års folkräkning hade Lovelock 1 894 invånare.

## Kända personer från Lovelock
- Alan Bible, politiker
- Charles H. Russell, politiker